# The Legend of Kage
The Legend of Kage (影の伝説; Kage no Densetsu) es un videojuego de arcade creado en 1985 por Taito y que fue desarrollado por varios sistemas home pc en 1986. La versión para NES fue reeditada para la consola Wii el 19 de diciembre de 2006 y en los Estados Unidos el 19 de febrero de 2007. La versión arcade también se puede ver en Taito Legends 2. Una reedición en 3D del juego arcade, basada en la versión original, está incluida en Taito Legends Power Up para PlayStation Portable. También fue relanzado para la PlayStation 4 y Nintendo Switch bajo el catálogo Arcade Archives.
Existe también una versión para Nintendo DS llamada The Legend of Kage 2 cuya historia difiere ligeramente de la versión original y en la que se puede optar entre dos personajes de ambos sexos al inicio del juego (Kage y Chihiro).
La historia principal, común a todas las versiones, está ambientada en el Japón medieval. Trata sobre un ninja llamado Kage que se ve obligado a rescatar a la princesa Kirihime, quien ha sido raptada.
A lo largo del juego, el jugador debe de abrirse paso a través de múltiples villanos y ocasionalmente de jefes finales para completar los niveles. Estos incluyen el bosque, el foso, el interior y el exterior del castillo, se van repitiendo a medida que van cambiando las estaciones.
Las distintas versiones del juego generalmente carecen de dificultad en sus controles y la inteligencia artificial enemiga es algo simplificada, pero, por otra parte, la historia y la conformación de los niveles es entretenida y llevadera (en su forma de arcade).

## Adaptación
- The Legend of Kage fue adaptado en el capítulo 15 del manga Famicom Fūnji.